# Warehouse Control System
Un Warehouse Control System (WCS) est un logiciel qui dirige les activités en temps réel à l'intérieur d'un centre de distribution ou  d'un entrepôt mécanisé. Il fait l’intermédiaire entre le Warehouse management systems (WMS) (Niveau 2) et les systèmes embarqués des machines (N0).  
En tant qu'agent de circulation de l'entrepôt/centre de distribution, le WCS a la charge d'assurer la fluidité des opérations, de maximiser l'efficacité des matériels de manutention et souvent des activités annexes à l'entrepôt. Il offre une interface unique pour de nombreux matériels de manutention, comme les Transstockeur, Bande transporteuse, trieurs, palettiseurs ...  
Les principales fonctions d'un WCS sont : 
- L'interface avec un système de niveau supérieur (WMS) et l'échange des informations nécessaires à l'exploitation quotidienne du centre de distribution ;
- Distribuer la charge de travail aux différents matériels pour assurer l'activité ;
- Fournir en temps réel des consignes aux opérateurs et matériels pour la préparation des commandes et le routage des produits ;
- Dynamiquement assigner les colis aux gares, selon des algorithmes de tri ou les consignes du WMS ;
- Exporter des fichiers de rapport ou d'acquittement pour les systèmes de niveaux supérieurs ;
- Fournir des écrans (Environnement graphique) et fonctions opérationnels pour assurer une gestion et un contrôle efficace de l'entrepôt ;
- Collecter des statistiques sur la performance opérationnelle, afin de permette une maintenance conservant le système dans une performance optimale.

L'intégration de chaque fonction au sein d'un seul outil permet  non seulement de lier les systèmes de niveaux supérieurs (WMS, ERP) à ceux de niveaux inférieurs (systèmes embarqués, contrôleurs machines), mais aussi de soulager les systèmes supérieurs de l’interfaçage et de la communication en temps réel. 

## Hiérarchie des contrôles
Le système d'information (SI) d'un entrepôt/centre de distribution est le plus souvent constitué d'une architecture multi-niveaux, dans laquelle chaque niveau à un rôle bien défini. 
Le niveau le plus élevé dans la hiérarchie des contrôles est le WMS. Ce système gère des aspects plus commerciaux du SI comme le traitement des commandes clients, l'allocation du stock. Il permet les éditions telles que les bordereaux de chargements, les bons de livraison et les factures, basées sur les informations de préparation de commandes et d'expédition. Il n'est pas nécessairement connecté en temps réel aux matériels de manutention, voir pas connecté du tout. 
Le rôle du WCS est la coordination des différents systèmes de matériels de manutention. Le WCS dirige en temps réel échanges de données avec le matériel de manutention et fournit aussi une interface homme/machine (IHM) unifiée pour la surveillance, le contrôle et les diagnostics. En tant que clé de voute de la gestion opérationnelle des matériels de manutention, le WCS est l'indispensable maillon entre le WMS asynchrone et les systèmes de contrôle de matériels. Il reçoit des informations des systèmes supérieurs et coordonne les différents dispositifs de contrôle en temps réel (convoyeurs, imprimantes étiquettes, etc.) pour mener à bien la charge de travail quotidienne. À chaque point de décision, le WCS détermine le routage le plus efficace et transmet les instructions aux contrôleurs d'équipements pour réaliser l'action attendue. 
Au niveau le plus bas, on retrouve les contrôleurs embarqués. Ces contrôleurs sont typiquement des Automates Programmables Industriels (API) ou des programmes spécifiques de contrôles. Ils sont connectés à d'autres appareils d'Entrées-sorties tels que des lecteurs de code-barres ou des balances et permettent l'action physique des matériels de manutention et la traçabilité totale des colis, selon les directives du N2 (WMS). Concrètement, un contrôleur ne s'occupe que d'une machine (robot palettiseur, trieur ...) ou d'une partie du système (section de convoyeur, gares de tri... )
En fin de compte, la hiérarchie des contrôles dans le centre de distribution reflète la structure organisationnelle des activités humaines. Les cadres (WMS) détermine la charge de travail à accomplir quotidiennement, puis les agents de maitrise (WCS) gèrent en temps réel les activités des opérateurs (Contrôleurs d'équipement). Chaque opérateur  réalise une tâche particulière en fonction de leur expertise (préparation, Pick to Light, convoyage, ...). Dès qu'un opérateur a accompli une tâche, l'agent de maitrise (WCS) donne une nouvelle tâche basée sur la charge de travail courante. Une fois les commandes prêtes, l'agent de maitrise (WCS) rapporte aux cadres (WMS) l'avancement des préparations ainsi que toutes autres informations pertinentes. 